# Pittosporum oblongilimbum
Pittosporum oblongilimbum är en tvåhjärtbladig växtart som beskrevs av Merrill. Pittosporum oblongilimbum ingår i släktet Pittosporum och familjen Pittosporaceae. Inga underarter finns listade.